# Slavomír (Velká Morava)
Slavomír (pol. 9. století? – 2. pol. 9. století?) byl velkomoravský kněz nebo kníže z rodu Mojmírovců, který byl v roce 871 krátký čas knížetem Velké Moravy (nebo jen Nitranského knížectví). Je možné, že je totožný s Predslavem, synem knížete Svatopluka.
V roce 871 dal východofranský princ Karlomann uvěznit nitranského knížete Svatopluka; ještě předtím v moravské části Velké Moravy ustanovil za vládce bavorská markrabata Východní marky Engilšalka I. a Viléma II. Velkomoravští (přesněji snad jen nitranští) Slované předpokládali, že Svatopluk zahynul, a ustanovili si za vládce Slavomíra, Svatoplukova příbuzného. Ten souhlasil a postavil se do čela povstání, aby na Moravě začal bojovat proti dosazenému Engilšalkovi a Vilémovi. Uvězněný Svatopluk Karlomanovi slíbil, že sjedná pořádek a Slavomíra porazí. Proto ho propustili, obdarovali a spolu s Karlomanovým vojskem poslali na Velkou Moravu. Po příchodu na Velkou Moravu se však Svatopluk tajně spojil se Slavomírem, zničil Karlomanovo vojsko a vyhnal Bavory z Moravy (v bojích zahynuli i Engilšalk I. a Vilém II.). Od té doby (871) vládl Svatopluk nad celou Velkou Moravou, včetně Nitranska.
Svatopluk, Rastislavův synovec, obviněn u Karolmana ze zločinu zrady, byl uvržen do žaláře. Moravští Slovenia však domnívajíce se, že jejich kníže zahynulo, ustanovili si za vládce jistého kněze, příbuzného tohoto knížete, jménem Slavomír, hrozíce mu smrtí, pokud nepřijme vládu nad nimi. Ten okolnostmi donucen dal jim souhlas, že se pustí do boje proti Karolmanovým vojevůdcům, Engelšalkovi a Wilhelmovi, a vynasnaží se je ze zabraných hradů vyhnat. Ti však, bojujíce proti nepříteli se stejným záměrem a pobijíce několik z jeho vojska, jeho zahnali na útěk ...

Mezitím byl Svatopluk, protože mu nikdo nemohl dokázat zločiny, z nichž ho obviňovali, Karolmanem propuštěn a poctěn královskými dary a vrátil se do své říše, veda s sebou Karlomanovo vojsko, jakoby se chystal porazit Slavomíra; tak totiž lstivě přislíbil Karlomanovi, pokud mu povolí návrat do vlasti. Ale jako obyčejně neopatrné a na sebe namyšlené stihne potupa, tak se stalo onomu vojsku, neboť Svatopluk, zatímco ostatní vyměřovali tábor, vešel do starobylého hradu Rastislavova a podle slovanského zvyku hned porušil slib a zapomenuv na svou přísahu, vynaložil schopnosti a úsilí ne na poražení Slavomíra, nýbrž na pomstu urážky způsobené mu Karlomanem. Konečně Bavory, nic špatného netušící a málo ostražité, s velkým vojskem napadl v táboře a mnoho z nich zajal živých, ostatní, vyjma těch, co se dřív z tábora obezřetně vzdálili, skoro všechny pobil a veškerá radost Bavorů z mnoha předchozích vítězství se změnila v smutek a nářek.
Fuldské letopisy
Po roce 871 se jakékoliv zmínky o Slavomíru nedochovaly. Možná se podílel na vysvobození Metoděje z franského zajetí.